# Phimochirus operculatus
Phimochirus operculatus är en kräftdjursart som först beskrevs av William Stimpson 1859.  Phimochirus operculatus ingår i släktet Phimochirus och familjen eremitkräftor. Inga underarter finns listade i Catalogue of Life.